# Edward Gaming
Edward Gaming (EDG) là một tổ chức thể thao điện tử chuyên nghiệp có trụ sở tại Thượng Hải, Trung Quốc. Đội Liên Minh Huyền Thoại của họ thi đấu tại giải League of Legends Pro League (LPL). Đây là đội LPL duy nhất từng giành được chức vô địch ở cả Mid-Season Invitational và Chung kết thế giới, lần lượt vào các năm 2015 và 2021.

## Lịch sử

### 2014
Edward Gaming (EDG) lần đầu tiên bước chân vào đấu trường Liên Minh Huyền Thoại chuyên nghiệp vào tháng 9 năm 2013. EDG đã giành được một suất tham dự LPL Mùa Xuân 2014 bằng cách mua lại vị trí của LMQ, đội đã rời đi để thi đấu tại giải NA Challenger Series 2014. Các vụ mua lại đầu tiên của EDG là Jie và cựu giám đốc điều hành của Positive Energy AD là NaMei, cả hai đều đã ký hợp đồng với đội vào ngày 10 tháng 2.  Ngay sau đó vào ngày 12 tháng 2, họ đã có được các cựu tuyển thủ World Elite ClearLove và fzzf làm tuyển thủ đi rừng và hỗ trợ của họ, cũng như Koro1 là tuyển thủ đường trên của họ.
Vào ngày 29 tháng 4, EDG đã giành chức vô địch tại Giải đấu Thể thao điện tử Quốc tế 2014 ở Nghĩa Ô, Chiết Giang.
Vào ngày 25 tháng 5, EDG nổi tiếng là một "super team", nổi lên với tư cách là nhà vô địch của LPL Mùa Xuân 2014.
Họ tiếp tục có thành tích tốt ở LPL Mùa Hè 2014, về đích ở vị trí đầu tiên trong cả vòng bảng và vòng loại trực tiếp. Vào ngày 24 tháng 8, họ đã đánh bại OMG trong trận chung kết LPL Mùa Xuân. Ngoài thành công tại LPL, EDG cũng gặt hái được nhiều thành công ở các giải đấu khác, khi top 2 tại mọi giải đấu lớn mà họ tham gia. EDG đã giành quyền tham dự Vòng chung kết Khu vực Trung Quốc 2014 vào ngày 7 tháng 9, giành được suất hạt giống đầu tiên của Trung Quốc tại Giải vô địch thế giới 2014 . Tuy nhiên, EDG đã thi đấu dưới sức tại Giải vô địch thế giới, xếp thứ hai tại bảng A sau khi đánh bại ahq e-Sports Club ở trận Tie-Break và cuối cùng để thua đội đồng hương LPL là Star Horn Royal Club với tỷ số 2–3 ở Tứ kết.
Vào ngày 12 tháng 9, EDG đã giành được chức vô địch X Championship Season I. Vào ngày 26 tháng 10, EDG đã đứng đầu tại Lễ hội trò chơi NVIDIA 2014. Vào ngày 2 tháng 11, EDG đã cán đích ở vị trí thứ hai tại Giải đấu Thể thao Điện tử Quốc gia 2014 (NEST 2014). Tuyển thủ đường dưới là Deft của Samsung Galaxy Blue đã thông báo vào ngày 11 tháng 11 rằng anh ấy đã gia nhập EDG. Vào ngày 2 tháng 12, tuyển thủ đi đường giữa PawN đã gia nhập EDG từ Samsung Galaxy White. Sau đó EDG đã vô địch Giải Thể thao Điện tử Quốc gia Mở rộng 2014, đánh bại LGD Gaming trong trận chung kết vào ngày 7 tháng 12. Vào ngày 13 tháng 12, họ đứng đầu tại Demacia Cup Season 2. Vào ngày 17 tháng 12, Azure (hiện tại được gọi là Meiko) gia nhập đội.
Vào ngày 28 tháng 12, EDG đã đứng đầu tại G-League 2014.

### 2015
Vào ngày 4 tháng 1, NaMei rời đội và gia nhập Star Horn Royal Club. Vào ngày 15 tháng 1, một ngày trước khi bắt đầu LPL Mùa Xuân 2015, fzzf đã tuyên bố giải nghệ. Anh ấy được thay thế tạm thời bởi Mouse, người đã thi đấu cùng đội tại Chung kết G-League 2014 và trong hai tuần đầu tiên tại LPL Mùa Xuân.
Từ tuần thứ ba của mùa giải, Meiko đã thi đấu với vai trò hỗ trợ của đội. Vào ngày 26 tháng 4, Reapered tham gia với tư cách là một huấn luyện viên. EDG đã về nhất tại Vòng loại trực tiếp LPL Mùa xuân 2015, đánh bại LGD 3–2 trong trận chung kết. Chức vô địch LPL Mùa Xuân của EDG đã giúp họ có được suất tham dự Mid-Season Invitational.
Trong trận chung kết Mid-Season Invitational 2015, EDward Gaming đã đánh bại SK Telecom T1 và trở thành nhà vô địch đầu tiên của giải đấu này.
Tại Chung kết thế giới 2015, EDG đã để thua đội tuyển đến từ Châu Âu là Fnatic với tỷ số 0–3 trong trận tứ kết. 

### 2016
Vào tháng 1 năm 2016, Counter-Strike: Global Offensive của EDG được thành lập.
Vào tháng 1 năm 2016, trong trận chung kết GHL Storm Hero Gold 2015, EDG để thua eStar với tỷ số 2-4 và kết thúc với vị trí thứ 2. Vào tháng 6 năm 2016, Câu lạc bộ thể thao điện tử EDG chính thức thông báo về việc tạm ngừng Storm Hero Project.
Vào ngày 23 tháng 4 năm 2016, trong trận chung kết LPL Mùa Xuân 2016, EDG đã để thua Royal Never Give Up (RNG) với tỷ số 1-3 và kết thúc ở vị trí á quân. 
EDG đã vượt qua vòng loại trực tiếp LPL Mùa Hè 2016 nhờ vị trí của họ trong mùa giải thông thường. Sau đó EDG đã để thua RNG 0–3 trong trận Chung kết LPL Mùa Hè 2015 và trở thành hạt giống thứ hai của LPL tại Giải vô địch thế giới 2016.
Vào ngày 16 tháng 10 năm 2016, EDG đã để thua đội Hàn Quốc ROX Tigers với tỷ số 1-3 ở tứ kết và bị loại khỏi giải đấu. Tại Demacia Cup được tổ chức vào tháng 12 năm 2016, EDG đã đánh bại RNG với tỷ số 3–1 và tiến vào trận chung kết. Trong trận chung kết, EDG đã đánh bại I May và lập kỷ lục năm chức vô địch giải đấu liên tiếp của một đội LPL.

### 2017
Playoffs LPL Mùa Xuân sau đó chiến thắng 3–2 trước OMG, và cuối cùng đứng thứ 3 chung cuộc.  Tại LPL Mùa Hè, EDG đã đánh bại Invictus Gaming (IG) ở vòng loại thứ hai để tiến vào trận chung kết. Trong trận chung kết, EDG đã đánh bại RNG để giành chức vô địch LPL lần thứ năm và đủ điều kiện tham dự Giải vô địch thế giới 2017 . EDG đã bị loại khỏi Giải vô địch thế giới 2017 sau khi kết thúc vòng bảng với thành tích 2-4.
Năm 2017, câu lạc bộ chính thức thành lập EDG. M với tư cách là bộ phận di động và có được danh sách ban đầu của nhà vô địch World Cyber Games 2016. Tại Kings Glory Champions Cup, EDG đã để thua 2-4 trước Qiao Gu Reapers ở tứ kết. 
Vào tháng 7 năm 2017, EDG và Tyloo đã công bố quan hệ đối tác chiến lược mới của họ, nói rằng họ sẽ cùng nhau đào tạo những game thủ mới và giúp ươm mầm tài năng CS: GO tại Trung Quốc. Vào tháng 11, hai đội đã thành lập một đội PlayerUnknown's Battlegrounds đồng sở hữu.
Vào ngày 31 tháng 10 năm 2017, EDG và Lyon Esports đã công bố liên doanh của họ để thành lập "Lyon Trung Quốc" để cạnh tranh trong các giải đấu thể thao điện tử FIFA Online 3.

### 2018
Vào ngày 7 tháng 1 năm 2018, EDG đã giành chức vô địch Demacia Cup Mùa đông với chiến thắng 3–1 trước Snake Esports.
Tại LPL Mùa Xuân 2018, EDG đã tiến tới vòng loại trực tiếp sau khi kết thúc mùa giải đầu tiên, và đánh bại Rogue Warriors trước khi thua RNG trong trận chung kết và kết thúc ở vị trí á quân.
Vào ngày 4 tháng 5 năm 2018, EDG đã thông báo về việc hoàn thành tài trợ Pre-A gần 100 triệu Yên, với nhà đầu tư chính là Quỹ Công nghiệp Giải trí Thần tượng Trung Quốc, do Capital và CIC Zhongcai điều hành.

### 2020
EDG đứng thứ sáu trong mùa giải chính thức của LPL Mùa Xuân 2020 với thành tích 9 trận thắng và 7 trận thua. Ở vòng loại đầu tiên, họ đã đánh bại RNG. Ở vòng loại thứ hai, họ đã để thua FunPlus Phoenix (FPX) 1-3. EDG xếp thứ 9 trong mùa giải chính thức của LPL Mùa Hè 2020 với thành tích 8 thắng 8 thua và không thể vượt qua vòng loại trực tiếp, đây là thành tích trong nước tệ nhất của đội từ trước đến nay.

### 2021
EDG đã giành chức vô địch thế giới 2021 và trở thành đội đầu tiên làm được điều này khi ở cả 3 vòng loại (tứ kết, bán kết, chung kết) đều thi đấu toàn bộ 5 trận của loạt Bo5.

## Liên Minh Huyền Thoại

### Danh hiệu

#### Quốc nội
League
- League of Legends Pro League (LPL)
  - Vô địch (6): Mùa xuân 2014, Mùa hè 2014, Mùa xuân 2015, Mùa hè 2016, Mùa hè 2017, Mùa hè năm 2021

Cup
- Demacia Cup
  - Vô địch (5): 2014 Season 2, Mùa xuân 2015, Mùa hè 2015, Mùa giải 2016, Championship 2017 Season

#### Quốc tế
- Mid-Season Invitational
  - Vô địch (1): 2015
- Chung kết thế giới
  - Vô địch (1): 2021

## Valorant
Thành lập
??-4-2020
Lịch sử
2020:
- Tháng 6 – AfterteR gia nhập với tư cách là Huấn luyện viên trưởng.
- Ngày 5 tháng 8 – Hạo Đông gia nhập.
- Ngày 15 tháng 8 – Abo tham gia với tư cách là Người thay thế.
- Ngày 1 tháng 11 – Sự sống kết hợp.
- Ngày 8 tháng 11 – YorkMonster tham gia. 2021:
  - Ngày 1 tháng 5 – CHICHOO tham gia.
  - Ngày 1 tháng 7 – NaThanD tham gia.
  - Ngày 7 tháng 9 – Nobody tham gia.
  - Ngày 9 tháng 9 – ZmjjKK tham gia.
  - Ngày 22 tháng 11 – YorkMonster rời đi NTER (đội Trung Quốc) .   2022:
    - Ngày 25 tháng 3 – Muggle tham gia với tư cách là Huấn luyện viên.
    - Ngày 16 tháng 7 – Smoggy tham gia.
    - Ngày 4 tháng 11 – Life rời khỏi Attacking Soul Esports .  2023:
      - Ngày 1 tháng 5 – Sword9 gia nhập với tư cách là Trợ lý Huấn luyện viên.  Muggle thay đổi vai trò từ Huấn luyện viên thành Substitute.
      - Ngày 5 tháng 5 – Abo được cho mượn đến TYLOO .
      - Ngày 22 tháng 9 – JuiceFlip tham gia với tư cách là Trưởng nhóm.
      - Ngày 1 tháng 11 – Abo tham gia với tư cách là Inactive.
      - Ngày 2 tháng 11 – Abo rời đi Titan Esports Club .  2024:
        - Ngày 15 tháng 1 – sword9 làm Trợ lý huấn luyện viên, fc4t gia nhập với tư cách là Trưởng nhóm.
        - Ngày 29 tháng 3 – fc4t rời đi TYLOO .
        - Ngày 15 tháng 6 – WoodAy1 tham gia.  Muggle thay đổi vai trò từ Huấn luyện viên dự bị thành Huấn luyện viên trợ lý.
        - Ngày 25 tháng 6 – S1Mon tham gia.
        - Ngày 27 tháng 6 – Muggle thay đổi vai trò từ Trợ lý huấn luyện viên thành Huấn luyện viên trưởng, AfteR chuyển sang vị trí không hoạt động.
        - Ngày 25 tháng 8 – EDward Gaming giành chức vô địch Champions 2024 tại Seoul, đánh bại Team Heretics với tỷ số 3-2 trong trận chung kết.
        - Ngày 19 tháng 10 – AfteR và Haodong rời đi.
        - Ngày 19 tháng 11 – Century gia nhập với tư cách là Trợ lý Huấn luyện viên.

### Đội hình hiện tại
Danh hiệu
4-9-2022: VALORANT Champions 2022
23-2-2023: VCT 2023: LOCK//IN São Paulo
20-6-2023: VCT 2023: Masters Tokyo
20-8-2023: VALORANT Champions 2023
18-3-2024: VCT 2024: Masters Madrid
1-6-2024: VCT 2024: Masters Shanghai
25-8-2024: VALORANT Champions 2024

## Thông tin bên lề [ chỉnh sửa ]
- Tổ chức Trung Quốc đầu tiên đạt doanh thu 1 triệu đô la Mỹ .
- Tổ chức Trung Quốc đầu tiên giành chức vô địch.
- Là đại diện đầu tiên của Trung Quốc tại sự kiện Champions khi trò chơi vẫn chưa được chấp thuận tại nước này.
- Vào năm 2023, cả EDward Gaming và Chao Hui EDward Gaming đều gần như giành chiến thắng trong tất cả các sự kiện VCT khu vực của họ. Chao Hui EDward Gaming đứng thứ hai trong VCT 2023: Vòng loại GC Trung Quốc , nhưng vẫn đủ điều kiện tham dự VCT 2023: Game Changers East Asia mà họ cũng đã giành chiến thắng.
- EDward Gaming đã giành chiến thắng ở cả 3 sự kiện China Evolution Series Acts năm 2023 ( Act 1 , Act 2 và Act 3 ) cũng như cả 3 sự kiện VCT China năm 2024. ( Kickoff , Stage 1 và Stage 2 )
- Họ là tổ chức Trung Quốc đầu tiên giành chiến thắng ở một sự kiện quốc tế, đó là VALORANT Champions 2024 .